# Cresta neural
La cresta neural  es una estructura embriológica discreta que comprende unas pocas células y existe transitoriamente en etapas tempranas del desarrollo del embrión de los vertebrados. Sus células madre pluripotentes, tienen un gran potencial de diferenciación, capaces de generar desde tejidos conectivos, adiposo y dermis, hasta neuronas, células gliales y endócrinas.

En los humanos, las anomalías del desarrollo de la cresta neural incluyen defectos de: el corazón, el desarrollo craneofacial (labio leporino/paladar hendido), el sistema nervioso periférico y además ciertos tipos de cáncer, incluidos el melanoma y el neuroblastoma.

## Características
Gracias a sus propiedades pluripotentes, sus células tienen un gran potencial de diferenciación: desde huesos, tendones, tejidos conectivo, adiposo y dermis hasta melanocitos, neuronas y células gliales y endocrinas.
La cresta neural se forma de acuerdo a un gradiente rostro-caudal a lo largo del eje del cuerpo y libera células de libre movimiento parecidas a las del mesénquima que siguen rutas de migración definidas en tiempos precisos del desarrollo, alcanzando sitios embrionarios objetivo donde finalmente se establecen y diferencian. 
Resulta tan importante su función que incluso ha llegado a ser nombrada como “la cuarta capa germinal”.

## Historia temprana
La formación de la misma cresta neural fue observada y descrita por primera vez en 1868 por el embriólogo suizo Wilhelm His, gracias a sus estudios del desarrollo en embriones de pollo. His describe este proceso como el engrosamiento de ectodermo dorsal a la notocorda, ubicado como una banda de células situadas entre el tubo neural y el futuro ectodermo epidérmico, que es un derivado del ectodermo neural. Estas células van a sufrir un proceso de migración para llegar a su destino y se diferenciarán en distintos tipos celulares. Describió la cresta neural como una tira de células entre el ectodermo dorsal y el tubo neural. His no acuña el término cresta neural sino que se refiere a estas células como “Zwischenrinne” (canalón; en medio de)  y “Zwischenstrang” (cuerda; en medio de)  por su ubicación respecto al tubo neural y la epidermis. El término actual con el que nos referimos a estas células –cresta neural- fue introducido por Marshall en 1879, en donde se da el cambio de “Zwischenrinne” y “Zwischenstrang” a cresta neural y borde de la cresta neural respectivamente.

## Origen evolutivo
El surgimiento de las células de la cresta neural coincide con el surgimiento de los vertebrados, los cuales pertenecen al filo de los cordados junto con los proto-cordados, quienes a su vez se encuentran conformados por dos grupos, los cefalocordados y los urocordados. Estos tres grupos comparten un patrón corporal similar que incluye un sistema nervioso dorsal, notocorda y hendiduras branquiales. Evolutivamente, las células de la cresta neural son propias de los vertebrados. Evidencia reciente ha demostrado que en el anfioxo (Cefalocordado) y en la ascidia (urocordado) se expresan poblaciones de células diferenciadas de los bordes de la placa neural, homólogas a las células de la cresta neural.
De igual forma, investigaciones sobre las familias de genes, proteínas e inductores de la formación de las crestas neurales encontrados en anfioxos y ascidias sugieren que el potencial para desarrollar dichas crestas se encontraba desde los pre-vertebrados y que solo los vertebrados desarrollaron la capacidad de migración y la pluripotencialidad.
Por ejemplo, el tubo neural de los primeros vertebrados al igual que los protocordados, consiste en una estructura básica con un alto nivel de organización y conservación genética cuyo paso de una posición ventral a una dorsal parece ser controlada, en ambos grupos, por mecanismos genéticos similares, los genes SHH en la región ventral del tubo neural y los genes BMP en el ectodermo adyacente al tubo neural. Ambos factores influyen en la dorsalización, alargamiento, plegamiento, cierre y formación del tubo neural, y en la inducción de las crestas neurales.
De hecho, aunque los equinodermos y hemi-cordados cuentan con un tubo neural dorso-ventral, estos no desarrollaron otros elementos derivados de dicha población de células neurales como neuronas, ganglios nerviosos, melanocitos, cartílago y tejido óseo. Es por ello que diferentes autores indican que el surgimiento de la cresta neural es un acontecimiento específico de los vertebrados y que la diversidad morfológica sugiere cambios en el control del desarrollo, los cuales requieren a su vez cambios en la regulación y expresión de los genes implicados.

## Importancia de la cresta neural en el desarrollo

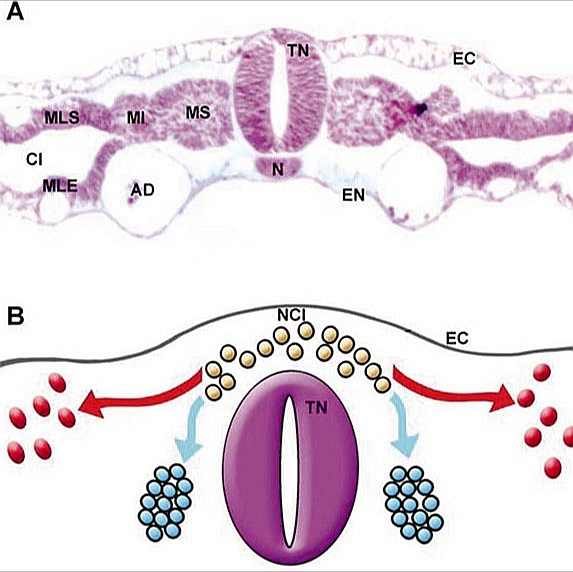
Migración neuronal de la Cresta neural. NCI= Células
indiferenciadas de la cresta. En celeste células pluripotentes para formar neuronas sensitivas del ganglio de la raíz dorsal, neuronas simpáticas, células de la médula suprarrenal.

Las células de la cresta neural constituyen una población de células migratorias multipotentes que contribuyen a un amplio rango de derivados de los embriones de vertebrados, como neuronas  y células de soporte del sistema nervioso periférico, melanocitos y células endocrinas, también contribuyen a la formación de gran parte de la estructura esquelética de la cabeza (huesos y cartílagos).
Es importante tener en cuenta que la importante contribución de las células de la cresta neural en el desarrollo a células específicas, órganos y sistemas durante el desarrollo también significa que estas células están implicadas en el desarrollo de muchas patologías en humanos que se pueden evidenciar en defectos de nacimiento relacionados con malformaciones craneofaciales y malformaciones congénitas del corazón entre otras.

## Desarrollo de la cresta neural

Cresta neural.

### 1. Separación de las células de la cresta neural
Las células de la cresta neural (CCN) se desprenden de la placa neural o del tubo neural después de modificar su forma y sus propiedades originales de células neuroepiteliales y adoptar las de las células mesenquimatosas.
La separación de las CCN y su posterior migración representa una característica única del neuroectodermo, muy similar a otros procesos biológicos como la migración y diferenciación de las células del ectodermo que se invaginan para conformar el tubo neural o en procesos patológicos como la migración de células tumorales durante la metástasis.
Para que las CCN se desprendan e inicien el proceso de migración, proteínas de adhesión célula-célula de los desmosomas y célula-membrana basal de los hemidesmosomas deben actuar de forma coordinada junto con componentes del citoesqueleto, proteínas de la matriz extracelular y factores de transcripción.
Por supuesto, este proceso morfogenético requiere del control genético de diferentes señales expresadas a lo largo del dorso del tubo neural, a la supresión en la región cefálica de BMP4 y al desarrollo de los somitas a través de la relación molecular entre el mesodermo intra embrionario paraxial y el neuroectodermo.
Otros grupos de genes dependientes de la expresión inicial de BMP y asociados a la separación de las CCN del tubo neural son Snail2 (regula la delaminación en la región cefálica tras promover factores que disocian las uniones estrechas entre células), FoxD3 (esencial en la especiación de células ectodérmicas como CCN), Pax3 (media la comunicación entre el ectodermo, tubo neural y el mesodermo de los somitas), rhoB (se une al complejo caderina-catenina separando las uniones célula-célula además de promover la locomoción celular tras la polimerización de actina y la unión de los microfilamentos a la membrana celular), Cad6 (regula la pérdida de caderina N en la superficie de las células), Msx1, Msx2, y Wnt 1 (BMP/Wnt inducen cambios en el complejo formado por caderina-catenina–membrana basal– y los filamentos de actina –citoesqueleto– a través de rhoB). 
Adicionalmente, la vía de señalización Hedgehog ha sido involucrada en la inducción, especificación y migración de la cresta neural, siendo el factor de transcripción Gli2 vital para estos procesos del desarrollo
 Por otro lado, la proteína Notch y la kinesina Eg5 cumplen un rol importante en el establecimiento temprano de la población de cresta neural, como fue demostrado utilizando el organismo modelo Xenopus laevis.
Otro aspecto importante de resaltar es que durante la fase pre-migratoria las CCN presentan una marcada actividad mitótica, por tanto, la delaminación y posterior migración la hacen en la fase S del ciclo celular, ya que en esta fase se genera la posibilidad que la célula pueda moverse y por ende migrar. El proceso de transición de la fase G1 a S también es regulada por BMP.

### 2. Inducción
Una vez conformada estructuralmente, la cresta neural se puede regionalizar en tres dominios a partir de señales inductoras provenientes de la placa neural y del ectodermo superficial (Wnt, Bmp4 y Bmp7):
- Región cefálica: las células de la cresta neural cefálica van a migrar en sentido rostral y ventral y formarán el ectomesénquima periocular, el ectomesénquima del proceso frontonasal y el ectomesénquima de los arcos braquiales. Estos ectomesénquimas]] cuando llegan a su destino forman una gran cantidad de estructuras como por ejemplo parte del cráneo, tejido conjuntivo de la dermis de la región facial y odontoblastos, ganglios sensitivos de nervios craneales, ganglios parasimpáticos craneales y células de Schwann además también la cápsula ótica también está formada por la cresta neural cefálica, son las estructuras que rodean el oído interno. También participa en la formación tronco-conales.
- Región del tronco: la cresta neural del tronco tiene tres vías migratorias:
  1. Vía ventromedial: estas células emigran entre el tubo nervioso y el somite dirigiéndose hacia el intestino primitivo.
  2. Vía ventrolateral: las células caminan entre las dos porciones del somite. Para formar los cartílagos de la columna vertebral, los ganglios raquídeos dorsales y la médula suprarrenal.
  3. Vía dorsolateral: últimas células que salen de la cresta neural. Estas células van por debajo del ectodermo y dan lugar a los melanocitos.

Derivados de la cresta neural del tronco: melanocitos, ganglios espinales, ganglios simpáticos, células cromafines de la médula suprarrenal y plexos mientérico y submucoso.

### 3. Migración
Posteriormente, las células de la cresta neural tienen que migrar y transformarse de células epiteliales a células mesenquimales. Este proceso es el denominado transición epitelial-mensequimal. Las células de la cresta neural se determinan como resultado no neutral (posiblemente mediada por la proteína 4 morfogenética ósea [BMP-R] sobre las células laterales de la placa neural, las células inducidas de la cresta neural expresan el gen slug, un factor de trascripción de la familia de dedo de cinc, que caracteriza a las células que se desprenden de la capa epitelial embrionaria y que a continuación migran como células mesenquimales.
La transición epitelio-mesénquima de las CCN induce la pérdida de uniones célula-célula tras la pérdida en las moléculas de adhesión como N-CAM, caderina-E y caderina-N). Una vez delaminadas las células basales, las células apicales conforman una membrana basal nueva sobre el tubo neural. De esta forma, las células desprendidas de la membrana basal establecen tres rutas migratorias: una ventral (células que rodean la notocorda y el tubo neural), una lateral (células por debajo del ectodermo) y una dorsal (células que constituyen las dos terceras partes caudales de cada somita). De acuerdo al desarrollo embrionario, la migración ocurre cuando las crestas neurales se han cerrado completamente para formar el tubo neural y expresan Snail1 y Snail2, mientras que en los seres humanos, las células migran más temprano cuando el tubo neural aún no se ha cerrado.
Varias moléculas facilitadoras entre las cuales se destacan fibronectia, laminina y colágenos I y IV se sitúan en las rutas de migración celular de la cresta neural. Las células de la cresta neural son capaces de reconocer estas moléculas presentes en la matriz mediante las integrinas presentes en la membrana celular.
Por otro lado, hay una serie de moléculas inhibidoras que impiden la emigración de las células de la cresta neural. Se encuentran en las zonas donde la cresta neural no penetra o bien en las que cesan de emigrar. Entre estos inhibidores destacan T-cadherina y condroitín sulfato proteoglicano.
Las células de la cresta neural se dispersan tan pronto se cierra el tubo neural, se divide en 4 regiones: craneal, del tronco, vagal - sacral y cardiaca.

## Regiones de la cresta neural
- Cresta neural craneal

Produce la mesénquima craneofacial y los arcos faríngeos
Mesénquima craneofacial
Cartílagos y huesos del cráneo, neuronas, glía (soporte y protección de neuronas) y tejidos conectivos
Arcos faríngeos
Células del timo, odontoblastos del primordio de los dientes y huesos del oído medio y de la mandíbula.
- Cresta neural del tronco

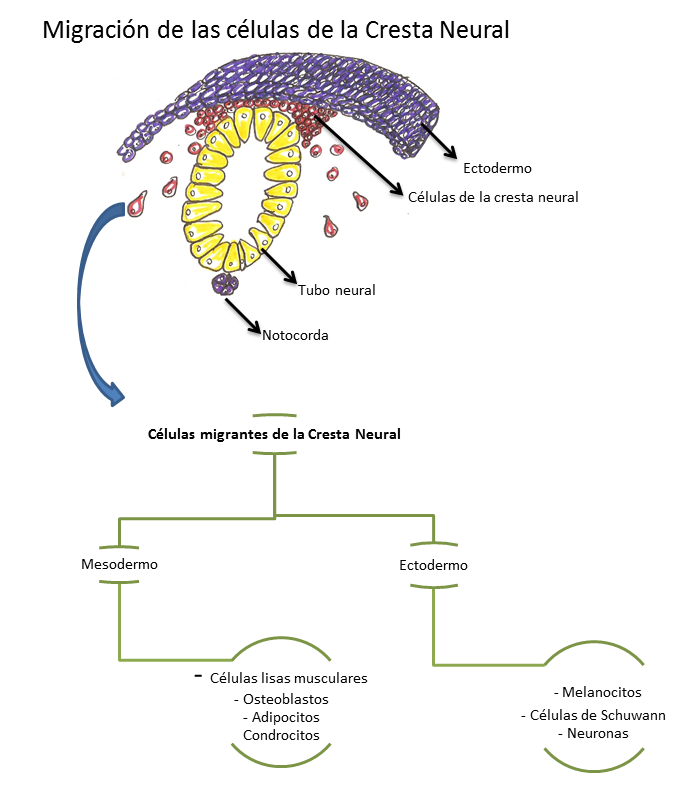

Estas células pueden migrar por dos rutas diferentes, una temprana ventral o una tardía dorsolateral. Además dan lugar a muchos derivados celulares tales como células del sistema nervioso periférico y células de schwann.
Ruta temprana de migración
Dirige las células ventrolateralmente hacia la mitad anterior de cada esclerotoma somítico (Esclerotoma: derivado de somitas, son bloques de células mesodermales que se diferencian en el cartílago de la espina) donde se forma el ganglio espinal (cada uno compuesto por tres células de la cresta neural). Los que siguen migrando de manera más ventral forman el ganglio simpático, la médula adrenal y las agregaciones de nervios que rodean la aorta.
Experimentos con mapas de destino muestran que éstas se diferencian en células sensoriales y simpáticas, células adrenomedulares y de Schwann.
En aves y mamíferos las células migran ventralmente por la sección interior de los esclerotomas.
Esta ruta es controlada por matrices extracelulares que guían la migración a través de la porción anterior del esclerotoma y por factores quimiotácticos. La matriz extracelular se compone de fibronectina, laminina, tenascina, varias moléculas de colágeno y proteoglicanos. La proteína Α4β1 integrina se une a proteínas de la matriz extracelular orientando las células mientras que la trombospondina, que es una molécula de la matriz extracelular, se encuentra en la parte anterior del esclerotoma promoviendo la migración de las células a la región anterior del somita.
Ruta tardía de migración
Se convierten en células sintetizadoras de pigmento (melanocitos), migrando hacia el ectodermo.
- Cresta neural vagal y sacral

Generan los ganglios parasimpáticos de las vísceras. La falla de la migración de estas células al colon resulta en la ausencia movimientos peristálticos en el intestino.
- Cresta neural cardiaca

Es una subregión de la cresta neural vagal y se extiende del primer al tercer somita. Se pueden desarrollar en melanocitos, neuronas, cartílago o tejido conectivo. Produce todo el tejido conectivo de la pared de las arterias.

## Pluripotencia de las células de la cresta neural
Se ha demostrado que casi todas las células de la cresta neural son pluripotentes, su diferenciación final se determina por el ambiente al que migran.
Cuando las células alcanzan su destino sufren un proceso de diferenciación que depende de dos factores:
-   En momento de inicio de la migración: las células que primero inician la migración son pluripotenciales ya que se pueden diferenciar en cualquier derivado de la cresta neural. Las últimas que salen solo se pueden diferenciar en melanoblastos.
-   Factores ambientales con los que se encuentran las células cuando termina la emigración. El factor de crecimiento glial induce la diferenciación en células de Schwann que son células productoras de mielina La plasticidad de la diferenciación de las células de la cresta neural puede demostrarse si se clonan en cultivo sólo células de la cresta neural. Por ejemplo, en un experimento las células  de la cresta  neural de ratas que se cultivaron in vitro en condiciones estándar se transformaron en neuronas, pero cuando se les añadió factor β de crecimiento glial se diferenciaron en células de Schwann porque ese factor suprimió su tendencia a convertirse en neuronas. De igual manera, los factores de crecimiento BMP-2 y BMP-4 hacen que las células de la cresta neural en cultivo se conviertan en neuronas autonómicas, en tanto que la exposición de estas células al factor β de transformación del crecimiento hace que se diferencien en músculo liso.
No todos los tipos de transformaciones pueden producirse entre los posibles derivados de la cresta neural. Por ejemplo, las células de la cresta del tronco trasplantadas a la cabeza no pueden formar cartílago ni elementos esqueléticos, aunque esto sea lo normal para las células de la cresta neural craneal. La mayoría de los experimentos sugiere que las células primitivas de la cresta neural pueden segregarse en linajes intermedios que conservan la posibilidad de diferenciarse en varios pero no en todos, los tipos de fenotipos individuales. En el embrión de pollo, algunas células de la cresta neural son antigénicamente diferentes de otras, incluso antes de haber dejado el tubo neural.
Algunas células de la cresta neural son bipotenciales y dependiendo de las señales que reciben de su ambiente local adquieren su diferenciación final. Un línea llamada linaje simpatoadrenal forma las células de la médula suprarrenal si se exponen a los glucocorticoides suprarrenales. En contraste, si antes se exponen al factor de crecimiento de los fibroblastos (FGF) y después al factor de crecimiento de los nervios, las mismas células se convierten en neuronas simpáticas. Asimismo, las células cardíacas cultivadas segregan una proteína que convierte las neuronas simpáticas posmitóticas de fenotipo adrenérgico (cuyo neurotransmisor es la norepinefrina) en neuronas de fenotipo colinérgico (cuyo neurotransmisor es acetilcolina). Durante el desarrollo normal, las neuronas simpáticas que inervan glándulas sudoríparas son catecolaminérgicas hasta que sus axones establecen contacto efectivo con la glándula; en ese momento se vuelven colinérgicas. Con tan amplia diversidad de derivados de la cresta neural, es probable que durante el desarrollo se descubran otros cambios de un tipo funcional de células en otro.
Arcos faríngeos
- El primer arco faríngeo da lugar al martillo, yunque, mandíbula y maxila.
- El segundo arco faríngeo da lugar al estribo y al proceso estiloide.
- El tercer arco faríngeo  da lugar al hueso hioides.
- El cuarto y sexto arco faríngeo da lugar al cartílago tiroideo y cricoideo.[6]

## Relevancia clínica

### Neurocristopatías
Un fallo en los procesos normales de formación de la «cresta» neural (del latín Crista neuralis puede dar lugar a un grupo de condiciones congénitas llamadas neurocristopatías. Este grupo de enfermedades comprende un gran espectro de malformaciones congénitas, entre las que se encuentra el síndrome de Treacher Collins, la enfermedad de Hirschsprung y el síndrome de DiGeorge, entre otros. Las Neurocristopatías no sólo son causadas por un defecto genético, sino también por Teratógenos. Por lo tanto, un incremento en la investigación de los procesos de formación de la cresta neural es vital para el desarrollo de terapias en contra de estas enfermedades.

### Neuroblastomas
El Neuroblastoma es una neoplasia maligna derivada de la cresta neural del sistema nervioso periférico y es el tumor más común y mortal de la primera infancia.

Deriva de las células progenitoras simpato-adrenales dentro de la cresta neural, que se diferencian en células ganglionares simpáticas y células cromafines secretoras de catecolaminas suprarrenales.

## Literatura adicional
- Mayor, Roberto; Aybar, Manuel J. (2001-08). «Induction and development of neural crest in Xenopus laevis». Cell and Tissue Research (en inglés) 305 (2): 203-209. ISSN 0302-766X. doi:10.1007/s004410100369. Consultado el 5 de diciembre de 2019.

- Pachajoa, Harry; Moreno, Freddy (5 de abril de 2016). «Células de la cresta neural: Evolución, bases embrionarias y desarrollo cráneo-facial. Revisión sistemática de la literatura». Estomatología 23 (2): 45-56. Consultado el 5 de diciembre de 2019.